# Turkey Guys
Turkey Guys é o quinto episódio da décima terceira temporada da série de televisão norte-americana Family Guy (no Brasil: Uma Família da Pesada), sendo exibido originalmente na noite de 16 de novembro de 2014 pela Fox Broadcasting Company (FOX) nos Estados Unidos.

## Enredo
Peter e Brian ficam bêbados e devoram o peru na noite de Ação de Graças, eles saem para encontrar um novo peru em um lugar inesperado. Enquanto isso, Chris acredita que ele é agora o homem da casa.

## Recepção

### Audiência
O episódio foi visto em sua exibição original por 4,46 milhões de telespectadores, recebendo uma quota de 2,2/5 na demográfica de idades 18-49. Apresentou um aumento de 0,83 milhão de telespectadores em relação ao episódio anterior, Brian the Closer. O show foi o quarto mais assistido da FOX naquela noite, perdendo para The OT, Blazed and Confused (episódio de The Simpsons) e Brooklyn Nine-Nine.

### Crítica
Amanda Wolf, do TV Fanatic, deu ao episódio 3,5 estrelas de 5, dizendo: "Assistindo o episódio, senti como uma boa passagem de tempo para mim. Ele não era o melhor de Family Guy, mas certamente não é o pior. Mais uma vez, houve um uso mínimo dos outros personagens, mas concentrando-se na amizade entre Brian e Peter vale sempre a pena esse sacrifício. Eu também gostava que todos se reuniam na casa de Griffin para o dia de Ação de Graças!"